# Nikolaos von Damaskus
Nikolaos von Damaskus (lateinisch Nicolaus Damascenus; * um 64 v. Chr. in Damaskus) war ein antiker griechischer Geschichtsschreiber und peripatetischer Philosoph. Befreundet war der in der Spätzeit des Hellenismus im Grenzgebiet griechisch-orientalischer Kultur auftretende Autor mit dem jüdischen König Herodes und später mit dem römischen Kaiser Augustus. Er verfasste eine umfangreiche Weltgeschichte, von deren ersten Partien größere Fragmente erhalten blieben, eine ebenfalls in ausführlicheren Fragmenten überlieferte Biographie des Augustus sowie unter anderem philosophische Werke.

## Leben
Nikolaos von Damaskus, von dessen Autobiographie einige Bruchstücke erhalten blieben, war der Sohn des wohlhabenden Politikers Antipatros, der in Damaskus offenbar hochangesehen war, und der Stratonike. Sein Vater Antipatros diente dem damaszenischen Gemeinwohl, schlichtete Bürgerstreitigkeiten, bekleidete hohe Ämter und nahm eine umfangreiche Gesandtschaftstätigkeit wahr. Ob seine Familie jüdische oder griechische Wurzeln hatte, wurde in der Forschung heftig diskutiert. Sollte Nikolaos jüdischer Abstammung gewesen sein, muss er stark hellenisiert gewesen sein.
Über Nikolaos’ Jugend ist wenig Sicheres bekannt. Er erhielt eine umfassende Ausbildung, studierte zuerst Grammatik und Dichtkunst, dann Rhetorik, Musik, Mathematik sowie Philosophie, interessierte sich auf letztgenanntem Gebiet insbesondere für Aristoteles und schloss sich daher dem Peripatos an. Er wurde Erzieher der Kinder der Kleopatra und des Marcus Antonius – ob er diese Aufgabe bereits zu Kleopatras Lebzeiten oder erst nach ihrem Tod 30 v. Chr. übertragen bekam, ist jedoch umstritten. Um 20 v. Chr. sah er in Antiochia eine mit Geschenken zum Kaiser Augustus geschickte indische Gesandtschaft. Ob er sich bereits damals im Umfeld des Königs Herodes befand, ist nicht bekannt.
Seit spätestens 14 v. Chr. stand Nikolaos jedenfalls im Dienst des Herodes, dessen Freund, Ratgeber und Hofgeschichtsschreiber er wurde. 14 v. Chr. begleitete er nämlich Herodes zu Agrippa nach Kleinasien. Er erreichte, dass Agrippa den Bewohnern von Ilion eine ihnen auferlegte Geldbuße nach längerem Zögern schließlich erließ, und setzte sich erfolgreich für die Interessen der kleinasiatischen Juden ein, die sich von den dortigen Griechen nachteilig behandelt fühlten. Flavius Josephus gibt Nikolaos’ dabei vor Agrippa gehaltene Rede wieder, die nach Einschätzung von Richard Laqueur in ihren grundsätzlichen Gedankengängen tatsächlich so von Nikolaos vorgetragen worden sein könnte.
Als Herodes 12 v. Chr. zum letzten Mal nach Italien reiste, befand sich wohl Nikolaos in seinem Gefolge. Auch später betraute der jüdische König Nikolaos mehrfach mit diplomatischen Aufträgen. Die wichtigste Mission, die Nikolaos um 7 v. Chr. allein und völlig eigenständig unternahm, war seine Gesandtschaftsreise nach Rom zu Augustus anlässlich der Auseinandersetzung zwischen Herodes und Syllaios. Er konnte durch sein diplomatisches Geschick eine Verurteilung des Herodes wegen dessen eigenmächtigen Einfalls ins Nabatäerreich verhindern und erwirken, dass sich der Kaiser wieder mit Herodes aussöhnte. Nach seiner Rückkehr versuchte er vergeblich, Herodes von der sofortigen Hinrichtung seiner Söhne Alexander und Aristobulos aufgrund von Anschuldigungen von deren Halbbruder Antipater abzuhalten. Bald darauf kam es aber auch zu einem Verfahren gegen Antipater, das 4 v. Chr. mit dessen Hinrichtung endete. Hierbei trat Nikolaos neben Herodes als Vertreter der Anklage vor Publius Quinctilius Varus auf. Seine damalige Rede habe laut seinem eigenen Zeugnis Anerkennung gefunden und ist durch Josephus teilweise überliefert.
Nikolaos’ Bruder Ptolemaios von Damaskus war ein wichtiger Berater des Herodes in wirtschaftlichen Dingen. Nach dem Tod des Herodes (4 v. Chr.) brachte Ptolemaios den Siegelring und das Testament des toten Königs nach Rom zu Augustus. Beide Brüder waren auch bei den Auseinandersetzungen zwischen Angehörigen der Familie des Herodes wegen dessen Nachfolge vor dem Thron des Augustus zugegen, der Testamentsvollstrecker des Herodes war. Dabei fungierte Nikolaos als Berater und Fürsprecher des Herodes Archelaos, der von seinem verstorbenen Vater Herodes letztlich zum Nachfolger eingesetzt worden war und dafür die Bestätigung seitens Augustus’ suchte. Ptolemaios unterstützte hingegen, allerdings vergeblich, die Thronansprüche von Herodes’ Sohn Herodes Antipas. Im Anschluss an diese Mission hielt sich Nikolaos noch lange in Rom auf, vielleicht bis zu seinem Lebensende. Sein Todesjahr und -ort sind unbekannt.

## Werk

### Weltgeschichte
Nikolaos’ bekanntestes Werk war seine äußerst umfassende Universalgeschichte, die laut Athenaios aus 144 Büchern bestand. Die Anregung zur Abfassung des Werks ging von Herodes aus. Die Darstellung reichte von den Anfängen der Weltgeschichte bis wahrscheinlich zu Herodes’ Tod 4 v. Chr. Von dem Werk sind nur noch Fragmente erhalten, vor allem größere Bruchstücke der Bücher 1–7 (gegen 50 Druckseiten in der Ausgabe von Felix Jacoby) in den sogenannten Konstantinischen Exzerpten, also in einer Exzerptensammlung, die der byzantinische Kaiser Konstantin VII. um 950 n. Chr. durch Ausschreiben von Partien damals noch erhaltener Werke früherer griechischer Historiker anlegen ließ. Die späteren Bücher waren vermutlich aufgrund der Übermasse des Stoffes schon damals verloren gewesen.
In den ersten sieben Büchern seines großen historischen Werks behandelte Nikolaos den Alten Orient, bei dem er etwa auf die Geschichte der Assyrer, Meder, Lyder und Perser einging und wohl Xanthos und Ktesias als Quellen verwendete, sowie die Frühgeschichte der Griechen, für deren Darstellung er sich wohl auf die Geschichtsschreiber Ephoros und Hellanikos stützte. Ein langes Fragment ist dabei vor allem vom Aufstieg und der Machtergreifung des Kyros erhalten. Ein weiteres behandelt Kyros’ Zusammentreffen mit Krösus nach dem Fall von Sardes; Krösus sei nur knapp seiner Verbrennung am Scheiterhaufen entgangen. Für die frühere lydische Geschichte ist ebenfalls die Darstellung des Nikolaos auszugsweise erhalten. Hier wird vor allem das Motiv betont, dass der Sturz der Herakleidendynastie durch die Mermnaden als Sühne eines von einem Angehörigen der Herakleiden verübten Mordes an einem Mermnaden aufgrund göttlichen Gebotes erfolgt sei, und das gleiche Schicksal habe dann auch die Mermnaden getroffen, deren erster König Gyges durch Ermordung des letzten Herakleidenkönigs Sadyattes I. an die Macht gekommen sei; dieser Frevel sei schließlich durch den von Kyros ausgeführten Sturz des letzten Mermnaden Krösus gerächt worden.
Die überlieferten Bruchstücke zur griechischen Frühgeschichte sind wesentlich kürzer als jene zur orientalischen Geschichte. Zu ihnen gehören unter anderem die Schilderung des Untergangs des legendären spartanischen Gesetzgebers Lykurg, der sich, von seiner Heimat abwesend, das Leben genommen habe, um die Spartaner zur ewigen Einhaltung ihres Eides, die von ihm erlassene Verfassung bis zu seiner Rückkehr beizubehalten, zu zwingen. Weiters ist beispielsweise ein den Aufstieg des Kypselos behandelndes Fragment erhalten.
Für die Bücher 8–144 von Nikolaos’ Weltgeschichte liegen nur spärliche direkte Fragmente vor, die vor allem Athenaios und Flavius Josephus liefern. Ersterer zitiert Nikolaos vornehmlich bei Ereignissen, die sich in der späten römischen Republik abspielten. Ein erhaltenes Bruchstück gibt eine Stelle aus Gaius Iulius Caesars Werk über seinen Gallischen Krieg sehr deutlich wieder, so dass diese Schrift des römischen Diktators Nikolaos als unmittelbare Vorlage gedient haben dürfte.
Für Josephus war das große historische Werk des Nikolaos eine der wichtigsten Quellen für die jüdische Geschichte zur Zeit des Herodes. Schließlich konnte Nikolaos hier viel Selbsterlebtes berichten und sich außerdem auf die Memoiren des Herodes stützen. Laut Josephus war Nikolaos’ Darstellung des jüdischen Königs schonfärberisch und tendenziös. In Buch 123 und 124 behandelte Nikolaos unter anderem die Auseinandersetzungen der Ionier und Juden vor Agrippa.
Bei heutigen Althistorikern ist die Arbeitsweise von Nikolaos bei der Erstellung seines Werkes umstritten, nämlich wie er bei der Auswertung seiner Quellen verfuhr. Richard Laqueur mutmaßte, dass von Nikolaos häufig zur Ausarbeitung jeweils eines Abschnitts seiner Weltgeschichte zwei Gewährsmänner verwendet worden seien, wobei er den einen zugrunde gelegt und aus ihm die Hauptmasse des Stoffs entnommen, aus dem anderen aber Ergänzungen eingefügt habe. Etwaige dadurch bedingte Dubletten und widersprüchliche Passagen, wenn die beiden herangezogenen Quellen auseinandergingen, habe Nikolaos nur notdürftig ausgeglichen und ansonsten nebeneinander stehenlassen. Gemäß peripatetischer Forderung gestaltete der rhetorisch geschulte Autor die von ihm behandelten historischen Ereignisse oft in dramatischer Darstellung. Die jüngere Forschung kommt aber zu dem Ergebnis, dass Nikolaos trotz seiner notwendigerweise zeitsparenden Arbeitsweise die wichtigsten Quellen zu vielen Themen berücksichtigte.

### Biographie des Augustus
Ein weiteres wichtiges Werk des Nikolaos ist seine Biographie des Kaisers Augustus, für deren Abfassung er wohl die bis um 25 v. Chr. reichende, heute verlorene Autobiographie des Augustus, De vita sua, als Quelle verwendete. Die erhaltenen Teile von Nikolaos’ Lebensbeschreibung des Kaisers finden sich ebenfalls in den Konstantinischen Exzerpten; daneben gibt es überhaupt keine diesbezügliche Überlieferung. Als daher Peirescius 1627 eine der vier teilweise erhaltenen (von ursprünglich insgesamt 53, deren Rest verloren ist) Abteilungen Konstantinischer Exzerpte, nämlich de virtutibus et vitiis, in einem Codex entdeckte, konstatierte er dort die ersten Bruchstücke von Nikolaos’ Augustus-Vita. Der Umfang von deren erhaltenen Abschnitten vergrößerte sich etwa auf das Vierfache, als 1848 ein anderes Manuskript der Konstantinischen Exzerpte, nämlich die Abteilung de insidiis, in der Bibliothek des Escorial aufgefunden wurde.
Behandelt werden in den zuerst entdeckten Fragmenten der Augustus-Biographie die Kindheit und Jugend Oktavians (wie Augustus vor seiner Erhebung zum Kaiser genannt wird) bis zum Jahr 45 v. Chr. Die später aufgefundenen umfänglichen Bruchstücke in den Konstantinischen Exzerpten de insidiis beginnen mit Oktavians Aufenthalt in Apollonia, wo er über das Attentat auf Caesar informiert wird, und fahren dann mit der Schilderung von Oktavians Aktionen bis zu seinem Eintreffen in Rom fort, woraufhin sich ein langer Einschub über das Komplott zur Ermordung Caesars und das auf diesen verübte Attentat selbst anschließt. Im letzten Teil der Exzerpte wird die sich nun entwickelnde Gegnerschaft zwischen Marcus Antonius und Oktavian erzählt bis zu dem Zeitpunkt, als Oktavian noch im Jahr 44 v. Chr. zur Rekrutierung von Veteranen Caesars nach Kampanien aufbricht.
Das von Nikolaos vermittelte Augustusbild ist äußerst positiv und anscheinend tendenziös. So wird etwa Oktavians Konflikt mit Antonius ganz einseitig aus der Sicht Oktavians geschildert. Offensichtlich unwahr ist Nikolaos’ Behauptung, dass Caesar in seinem Testament seine Vaterschaft von Kleopatras Sohn Kaisarion ausdrücklich abgestritten habe. Über den historischen Wert des Werks ist aber dennoch zu bemerken, dass aufgrund des Verlustes sonstiger Quellen ausschließlich durch Nikolaos einige sich sehr gut ins geschichtliche Gesamtbild einordnende Angaben überliefert sind.
Die Jugendentwicklung Oktavians schildert Nikolaos, der selbst Jugendbildner gewesen ist, unter einer pädagogischen Betrachtungsweise. Oktavian sei von seiner Mutter Atia ständig beaufsichtigt und zu einem sittenreinen jungen Mann erzogen worden, der sich gegenüber allen unziemlichen Dingen schamhaft-zurückhaltend gezeigt habe. Daher habe er nicht an Zechgelagen teilgenommen oder sich der Sinnenlust hingegeben. Dasselbe altrömische Erziehungsideal sieht auch Tacitus bei Octavian verwirklicht. Augustus, der sich als Kaiser nachdrücklich für die sittliche Hebung seiner Untertanen einsetzte, wollte sicher gern ein solches von ihm entworfenes Bild, das ihn als eine im Sinn altrömischer Tradition zum sittenstrengen Mann herangereifte Person darstellte, der Mit- und Nachwelt überliefert wissen.
Es ist unklar, wann Nikolaos seine Augustus-Vita abfasste; die erwogenen Ansätze reichen von den späten 20er Jahren v. Chr. bis zu einer Veröffentlichung erst nach des Kaisers 14 n. Chr. erfolgtem Tod. Ferner ist auch nicht auszumachen, bis zu welchem Endpunkt Nikolaos seine Schilderung des Lebens des römischen Kaisers führte.

### Weitere Werke
In höherem Alter schrieb Nikolaos eine Autobiographie mit enkomiastischem Charakter. Von dieser finden sich ebenfalls einige Fragmente in den Konstantinischen Exzerpten; ferner gehen auf sie einige Angaben der Suda über Nikolaos zurück. Nikolaos vergleicht seinen Bildungsweg mit einer langen Reise zum „eigenen Herd“, der Philosophie, und betont, dass er die aristotelische Ethik wirklich gelebt habe. Dem Werk sind auch etliche Fakten über das seinerzeitige Bildungssystem entnehmbar.
Ferner verfasste Nikolaos laut Photios I. eine seinem Förderer Herodes gewidmete Sammlung seltsamer Völkersitten, von der sich viele, aber nur kurze Fragmente ausschließlich bei Johannes Stobaios finden. Dieses Werk steht in aristotelischer Tradition und dürfte von Nikolaos einerseits aus seiner Universalgeschichte entnommenem Stoff und andererseits aus Materialien zusammengestellt worden sein, die in der Aristotelischen Schule zum Thema paradoxer Gebräuche gesammelt wurden. Da die erhaltenen Fragmente sich eng mit solchen des Ephoros von Kyme berühren, war wohl dieser auch in Nikolaos’ großem historischem Werk zugrundegelegte Autor eine der Quellen für die Sammlung seltsamer Völkersitten.
Da Nikolaos die „ganze Poetik“ studiert hatte, konnte er auch Tragödien und Komödien dichten, für die er wohl rein griechische Stoffe wählte. Ihre Titel sind unbekannt und sie sind gänzlich verloren.
Auf dem Gebiet der Philosophie trat Nikolaos ebenfalls schriftstellerisch hervor. In der Antike wurde er häufig als peripatetischer Philosoph tituliert und genoss bei den spätantiken Aristotelikern und Neuplatonikern hohes Ansehen. So beriefen sich etwa Porphyrios und Simplikios auf seine Autorität und überliefern einige Fragmente aus Nikolaos’ philosophischen Schriften. Auch die Syrer und Araber schätzten Nikolaos als Aristoteliker und trugen durch Übersetzungen seiner philosophischen Werke zu deren teilweiser Erhaltung bei.
In seiner Schrift Über die Philosophie des Aristoteles paraphrasierte und kommentierte Nikolaos unter anderem Aristoteles’ Abhandlungen zur Physik, Metaphysik und Seelenlehre. Sie wurde ins Syrische übertragen und durch Scholien erläutert. Eine Epitome dieser Übersetzung ist in einem um 1400 verfassten, heute jedoch beschädigten Manuskript in Cambridge erhalten. Eine Herausgabe des syrischen Textes sowie dessen Kommentierung und Übersetzung ins Englische unternahm im Jahr 1965 der niederländische Altphilologe Hendrik Joan Drossaart Lulofs. Der sich auf die Metaphysik beziehende Teil von Nikolaos’Schrift fand eine besondere Beachtung beim arabischen Philosophen und Arzt Averroes.
Ein weiteres von Nikolaos stammendes philosophisches Werk ist seine Abhandlung zum Traktat des Aristoteles über Pflanzen. Eine entsprechende sich im Aristoteles-Corpus findende Schrift stellt wohl eine – wahrscheinlich von Maximos Planudes besorgte – Rückübersetzung des nicht mehr vorhandenen Originalwerks des Nikolaos aus dem Lateinischen dar. Diese von einem Alfredus um 1250 hergestellte lateinische Version wurde 1841 von E. H. F. Meyer herausgegeben und beruht auf einer im 9. Jahrhundert erstellten, 1923 wiederentdeckten arabischen Übersetzung einer syrischen Fassung von Nikolaos’ griechischem Original. Schließlich sind noch andere philosophische Werke des Nikolaos bekannt, in denen er sich etwa mit dem All oder den Göttern auseinandersetzte, doch existieren davon nur noch eine kleine Zahl von Bruchstücken.

## Ausgaben
- Felix Jacoby (Hrsg.): Die Fragmente der griechischen Historiker. Band II A, Berlin 1926 (Nachdruck Leiden 1961), Nr. 90, S. 324–430 [enthält die historischen Fragmente].
- Tino Shahin (Übers.): Fragmente der Historiker: Nikolaos von Damaskus (= Bibliothek der griechischen Literatur. Band 84). Anton Hiersemann, Stuttgart 2018, ISBN 978-3-7772-1804-5.
- Jürgen Malitz (Hrsg., Übers.): Nikolaos von Damaskus. Leben des Kaisers Augustus. Wissenschaftliche Buchgesellschaft, Darmstadt 2003.
- Édith Parmentier, Francesca Prometea Barone (Hrsg.): Nicolas de Damas. Histoires; Recueil de coutumes; Vie d’Auguste; Autobiographie. Fragments. Les Belles Lettres, Paris 2011, ISBN 978-2-251-74211-3 [Ausgabe verschiedener Fragmente mit französischer Übersetzung].
- B. Scardigli (Hrsg., Übers., mit P. Delbianco): Nicolao di Damasco, Vita di Augusto. Introduzione, traduzione e commento storico, Florenz 1983 [Biographie des Augustus].
- Mark Toher (Hrsg., Übers., Komm.): Nicolaus of Damascus: The Life of Augustus and the Autobiography. Cambridge University Press, Cambridge 2017.
- Hendrik Joan Drossaart Lulofs (Hrsg., Übers.): Nicolaus Damascenus. On the philosophy of Aristotle, fragments of the first five books. Translated from the Syriac with introduction and commentary (= Philosophia antiqua. Band 13). Leiden 1965.
- Theophilus Roeper (Hrsg.): Nicolai Damasceni de Aristotelis philosophia librorum reliquiae. In: Theophilus Roeper: Lectiones Abulpharagianae. Band I, GProgr. Danzig 1844, S. 35–43.
- Hendrik Joan Drossaart Lulofs (Hrsg., Übers., mit E. L. J. Poortman): Nicolaus Damascenus, De plantis. Five translations (Aristoteles Semitico-latinus). North-Holland, Amsterdam 1989 (arabische und lateinische Übersetzungen der botanischen Schriften).
- E. H. F. Meyer (Hrsg.): Nicolai Damasceni de plantis libri duo. Leipzig 1841 [lateinischer Text der botanischen Schriften].